# 有玉西町
有玉西町（ありたまにしまち）は静岡県浜松市中央区の町名。丁番を持たない単独町名である。住居表示未実施。

## 地理
浜松市中央区の東部、積志地区の南西部に位置する。東側を馬込川が流れる。東で有玉南町及び有玉北町、西で萩丘（四丁目・五丁目）及び初生町、南で上島七丁目、北で有玉台及び半田町と接する。

### 河川
- 馬込川
- 染地川

### 学区
小学校・中学校の学区は以下の通りである。
- 浜松市立有玉小学校（静岡県立三方原学園入所者は浜松市立有玉小学校萩原分校）
- 浜松市立積志中学校（静岡県立三方原学園入所者は浜松市立積志中学校萩原分校）

## 歴史

### 沿革
- 1876年（明治9年）-  長上郡欠下村が周辺の村と合併して長上郡有玉村となる[WEB 8]。
- 1896年（明治29年）4月1日 - 郡制の施行により、有玉村の所属郡が浜名郡に変更となる。
- 1908年（明治41年）1月1日 - 有玉村、中郡村及び小野田村大字半田を合併して積志村が発足する。旧村名は積志村の大字として残る[WEB 9]。
- 1933年（昭和8年）3月 - 県立三保学院が現在地へ移転し、県立三方原学園に名称変更する。
- 1948年（昭和23年）1月 - 県立三方原学園が児童福祉法の施行により、児童福祉施設（教護院）となる。
- 1957年（昭和32年）10月1日 - 積志村が浜松市に編入される。
- 1958年（昭和33年） - 大字有玉を分割して、有玉西町を新設（旧松木島村・旧新村の一部は積志町に編入される）[WEB 10]。
- 1969年（昭和44年）2月1日 - 東名高速道路の静岡IC～岡崎IC間の開通に伴い、三方原（みかたがはら）PAが併用開始となる。
- 1976年（昭和51年）6月1日 - 住居表示の実施に伴い、萩町・上島町・有玉西町の各一部を合わせて萩丘四丁目を新設。
- 1983年（昭和58年）1月1日 - 住居表示の実施に伴い、上島町・有玉西町の各一部を合わせて上島七丁目を新設。
- 1998年（平成10年）4月 - 県立三方原学園が児童福祉法の改正により、児童自立支援施設となる。
- 2000年（平成12年）4月 - 県立三方原学園内に浜松市立積志中学校及び浜松市立有玉中学校の萩原分校が開校する。
- 2001年（平成13年）3月1日 - 住居表示の実施に伴い、有玉西町の一部を分割して有玉台一丁目～有玉台四丁目を新設（二丁目及び四丁目は半田町の一部を含む）。また、半田町・初生町・有玉西町の各一部を合わせて半田山二丁目を新設。
- 2007年（平成19年）4月1日 - 浜松市が政令指定都市となる。有玉西町は東区の一部となる。
- 2017年（平成29年）3月18日 - 三方原（みかたがはら）PAが三方原（みかたはら）PAに名称変更するとともに、三方原SICが併用開始となる。
- 2024年（令和6年）1月1日 - 浜松市の行政区再編により、有玉西町は中央区の一部となる。

## 施設
- 東名高速道路三方原パーキングエリア・三方原スマートインターチェンジ
- 静岡県立三方原学園
- 浜松市立有玉小学校萩原分校
- 浜松市立積志中学校萩原分校
- 丸守 本社
- 日進機械製作所 本社工場
- A.I.S 本社工場・第二工場
- 江間工業 有玉工場・塗装工場
- バロー有玉店
- セブン-イレブン浜松有玉西町店
- 千人塚団地
- 有玉緑地
- 有玉大谷緑地
- 千人塚古墳
- 瓢箪塚古墳

## 交通

### バス
- 遠鉄バス61内野台線：（浜松駅 方面 - ）有玉西 - 城山（ - 内野台車庫・サンストリート浜北 方面）

### 道路
- 東名高速道路
- 静岡県道261号磐田細江線（姫街道）
- 浜松市道上島半田1号線（宮口往還）
- 浜松市道有玉西14号線（大菩薩の坂）
- 浜松市道有玉西23号線（旧姫街道・旧宇藤坂）

## その他

### 警察
警察の管轄区域は以下の通りである。
| 番・番地等 | 警察署       | 交番・駐在所 |
| ---------- | ------------ | ------------ |
| 全域       | 浜松東警察署 | 積志交番     |

### 消防
消防の管轄区域は以下の通りである。
| 番・番地等 | 消防署   | 本署/出張所 |
| ---------- | -------- | ----------- |
| 全域       | 東消防署 | 有玉出張所  |

### WEB
1. ↑  “h02_22.csv”.   総務省 (2022年2月10日). 2024年6月26日閲覧。
2. ↑  “chuouku_menseki.xlsx”.   浜松市 (2024年3月12日). 2024年6月26日閲覧。
3. ↑  “静岡県 浜松市中央区 有玉西町の郵便番号 - 日本郵便”.   日本郵便. 2025年2月15日閲覧。
4. ↑  “市外局番の一覧”.   総務省 (2022年3月1日). 2024年6月26日閲覧。
5. ↑  “事業所案内及び管轄地域（事務所3件、分室3件）”.   一般社団法人静岡県自動車会議所. 2024年6月26日閲覧。
6. ↑  “住居表示実施状況”.   浜松市 (2024年1月4日). 2024年6月26日閲覧。
7. ↑  “学校名から探す／浜松市”.   浜松市 (2024年1月1日). 2024年6月26日閲覧。
8. ↑  “historyofcities.pdf”.   静岡県総務部合併推進室・財団法人静岡県市町村振興協会. 2024年10月15日閲覧。
9. ↑  “解説ページ”.   株式会社エア. 2024年10月15日閲覧。
10. ↑  “解説ページ”.   株式会社エア. 2024年10月15日閲覧。
11. ↑  “積志交番｜静岡県警察”.   静岡県警察 (2024年1月1日). 2024年6月26日閲覧。
12. ↑  “消防署の町別管轄「あ」／浜松市”.   浜松市 (2020年3月25日). 2024年6月26日閲覧。